# Buschort
Der Buschort (ⓘ) ist ein Weiler und eine Bauerschaft im Versmolder Stadtteil Peckeloh im Kreis Gütersloh. Die Siedlungsfläche der Bauerschaft reicht von der Grundschule Peckeloh bis zum Freizeit- und Erholungsgebiet. Der Weiler im Zentrum der Bauerschaft befindet sich westlich von Peckeloh am Rande des Golfclubs Schultenhof.

## Lage in Peckeloh
Die genauen Grenzen des Ortes sind nicht definiert; es lässt sich nur sagen, dass sich die gesamte Bauerschaft über ein Gebiet westlich des Peckeloher Ortskerns erstreckt. In der Bauerschaft ist eine Anhäufung von Gebäuden, ein Weiler, vorzufinden, der an der B 476 liegt. Im Buschort befindet sich einer der Grundwasseraustritte für den Wöstenbach, einen Peckeloher Fluss, der in die Hessel mündet.

## Geschichte

### Eingemeindung
Vor dem Bielefeld-Gesetz war der Buschort ein Ortsteil der eigenständigen Gemeinde Peckeloh; nach Inkrafttreten des Gesetzes am 1. Januar 1973 wurde Peckeloh in die Stadt Versmold integriert.

## Verkehr
Der Buschort grenzt im Süden an die B 476. Geprägt ist die Bauerschaft von der Buschortstraße, die sich durch das gesamte Siedlungsgebiet zieht.